# ФК «Спартак-2» Москва в сезоне 2024
Сезон 2024 года стал для футбольного клуба «Спартак-2» (Москва) 19-м в его истории. Команда была возрождена спустя два года.
25 декабря 2023 года «Спартак» объявил о возрождении второй команды в целях лучшей работы клубной вертикали, а также предоставления дополнительной возможности адаптации воспитанников Академии и игроков молодёжной команды при переходе во взрослый футбол. 16 января 2024 года президент Футбольной национальной лиги Наиль Измайлов заявил, что новым участником дивизиона «Б» Второй лиги станет «Спартак‑2». 19 января 2024 года «Спартак» объявил о назначении Дмитрия Комбарова главным тренером второй команды.

## Стадион

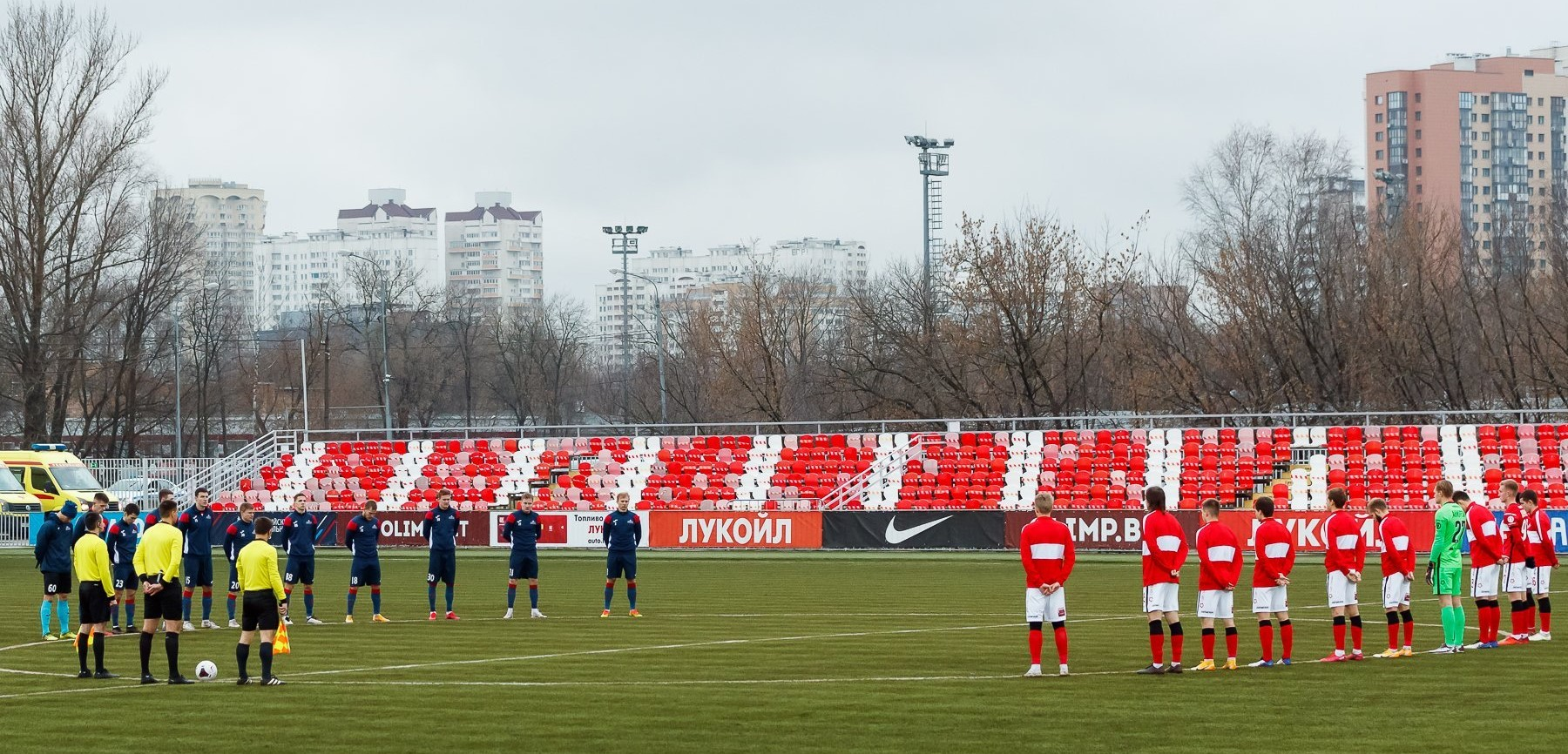
Стадион академии ФК «Спартак» имени Черенкова — домашний стадион «Спартака-2»

Вторая команда «Спартака» проводит свои матчи на стадионе академии ФК «Спартак» имени Черенкова (футбольное поле № 4), находящийся в Сокольниках, вместимостью 3077 зрителей. Стадион имеет искусственное покрытие.

## Состав
| 30 | Флаг России | Вр  | Салим Дасаев-Морено | 2006 |  |  |  |  |  |
| 58 | Флаг России | Вр  | Семён Фадеев        | 2004 |  |  |  |  |  |
| 86 | Флаг России | Вр  | Илья Тихомиров      | 2005 |  |  |  |  |  |
| 95 | Флаг России | Вр  | Дмитрий Мельник     | 2006 |  |  |  |  |  |
|    |             |     |                     |      |  |  |  |  |  |
| 33 | Флаг России | Защ | Иван Горяинов       | 2005 |  |  |  |  |  |
| 41 | Флаг России | Защ | Дмитрий Курошев     | 2004 |  |  |  |  |  |
| 48 | Флаг России | Защ | Александр Данилов   | 2005 |  |  |  |  |  |
| 61 | Флаг России | Защ | Тимофей Рожков      | 2007 |  |  |  |  |  |
| 66 | Флаг России | Защ | Юрий Петин          | 2005 |  |  |  |  |  |
| 74 | Флаг России | Защ | Егор Гузиев         | 2005 |  |  |  |  |  |
| 85 | Флаг России | Защ | Дмитрий Иванников   | 2005 |  |  |  |  |  |
|    |             |     |                     |      |  |  |  |  |  |
| 37 | Флаг России | ПЗ  | Иван Старков        | 2007 |  |  |  |  |  |
| 38 | Флаг России | ПЗ  | Егор Гуляев         | 2007 |  |  |  |  |  |

| 43 | Флаг России | ПЗ  | Руслан Войцеховский | 2005 |  |  |  |  |  |
| 55 | Флаг России | ПЗ  | Никита Посмашный    | 2006 |  |  |  |  |  |
| 60 | Флаг России | ПЗ  | Абдулло Джебов      | 2004 |  |  |  |  |  |
| 64 | Флаг России | ПЗ  | Даниил Столяров     | 2003 |  |  |  |  |  |
| 67 | Флаг России | ПЗ  | Иван Иванов         | 2005 |  |  |  |  |  |
| 78 | Флаг России | ПЗ  | Артём Пономарчук    | 2007 |  |  |  |  |  |
|    |             |     |                     |      |  |  |  |  |  |
| 36 | Флаг России | Нап | Вадим Пастушков     | 2006 |  |  |  |  |  |
| 46 | Флаг России | Нап | Виталий Карпенко    | 2004 |  |  |  |  |  |
| 83 | Флаг России | Нап | Николай Ищенко      | 2005 |  |  |  |  |  |
| 87 | Флаг России | Нап | Арсений Филев       | 2007 |  |  |  |  |  |
| 89 | Флаг России | Нап | Виктор Солопов      | 2007 |  |  |  |  |  |
| 93 | Флаг России | Нап | Артём Быковский     | 2004 |  |  |  |  |  |
| 94 | Флаг России | Нап | Александр Помалюк   | 2007 |  |  |  |  |  |

## Персонал

### Руководство
- Олег Малышев — генеральный директор
- Игорь Стуров — пресс-атташе
- Кирилл Артемьев — ответственный за работу с болельщиками
- Максим Яковлев — специалист службы безопасности

### Тренерский штаб
- Дмитрий Комбаров — главный тренер
- Геннадий Зубов — ассистент главного тренера
- Виталий Виценец — ассистент главного тренера
- Анатолий Скирчук — ассистент главного тренера
- Борис Ткачёв — тренер вратарей
- Василий Жернаков — тренер по физической подготовке

### Медицинский штаб
- Павел Деханов — врач
- Даниил Кеворков — врач
- Михаил Мохов — массажист
- Максим Курган — массажист

### Административный штаб
- Игорь Бояров — начальник команды
- Вадим Журавлёв — администратор
- Василий Данилов — видеооператор

## Трансферы

### Пришли в клуб
| #  | №  | Позиция | Игрок               | Прежний клуб               | Сумма           | Дата           | Ссылка        |
| -- | -- | ------- | ------------------- | -------------------------- | --------------- | -------------- | ------------- |
| 1  | 33 | Защ     | Иван Горяинов       | Звезда (Санкт-Петербург)   | свободный агент | 5 февраля 2024 | [ 5 ] [ 6 ]   |
| 2  | 38 | ПЗ      | Егор Гуляев         | Ростов (мол.)              | свободный агент | 5 февраля 2024 | [ 7 ]         |
| 3  | 44 | ПЗ      | Артём Шоларь        | Звезда (Санкт-Петербург)   | свободный агент | 5 февраля 2024 | [ 8 ] [ 6 ]   |
| 4  | 46 | ПЗ      | Виталий Карпенко    | Звезда (Санкт-Петербург)   | свободный агент | 5 февраля 2024 | [ 9 ] [ 6 ]   |
| 5  | 51 | Защ     | Максим Карпов       | Звезда (Санкт-Петербург)   | свободный агент | 5 февраля 2024 | [ 10 ] [ 6 ]  |
| 6  | 55 | ПЗ      | Никита Посмашный    | Звезда (Санкт-Петербург)   | свободный агент | 5 февраля 2024 | [ 11 ] [ 6 ]  |
| 7  | 64 | ПЗ      | Даниил Столяров     | Звезда (Санкт-Петербург)   | свободный агент | 5 февраля 2024 | [ 12 ] [ 6 ]  |
| 8  | 67 | ПЗ      | Иван Иванов         | Чертаново                  | свободный агент | 5 февраля 2024 | [ 13 ] [ 6 ]  |
| 9  | 74 | ПЗ      | Егор Гузиев         | Чертаново                  | свободный агент | 5 февраля 2024 | [ 14 ] [ 6 ]  |
| 10 | 80 | Защ     | Юрий Коледин        | Звезда (Санкт-Петербург)   | свободный агент | 5 февраля 2024 | [ 15 ] [ 6 ]  |
| 11 | 83 | ПЗ      | Николай Ищенко      | Звезда (Санкт-Петербург)   | свободный агент | 5 февраля 2024 | [ 16 ] [ 6 ]  |
| 12 | 43 | ПЗ      | Руслан Войцеховский | Звезда (Санкт-Петербург)   | свободный агент | 8 февраля 2024 | [ 17 ] [ 6 ]  |
| 13 | 54 | Вр      | Даниил Лукин        | Академия «Нижний Новгород» | свободный агент | 1 марта 2024   | [ 18 ] [ 19 ] |
| 14 | 60 | ПЗ      | Абдулло Джебов      | Ростов-2                   | € 70,000        | 8 апреля 2024  | [ 21 ]        |
| 15 | 37 | ПЗ      | Максим Веденеев     | Кубань                     | из аренды       | 30 июня 2024   | [ 22 ]        |
| 16 | 40 | Защ     | Ярослав Крашевский  | Ротор                      | из аренды       | 30 июня 2024   | [ 23 ] [ 24 ] |
| 17 | 89 | Нап     | Виктор Солопов      | Академия «Чертаново»       | € 50,000        | 1 июля 2024    | [ 26 ]        |
| 18 | 94 | Нап     | Александр Помалюк   | Академия «Чертаново»       | € 80,000        | 1 июля 2024    | [ 26 ]        |
| 19 | 61 | Защ     | Тимофей Рожков      | Звезда (Санкт-Петербург)   | свободный агент | 9 августа 2024 | [ 28 ] [ 29 ] |

### Ушли из клуба
| # | №  | Позиция | Игрок              | Новый клуб        | Сумма           | Дата             | Ссылка        |
| - | -- | ------- | ------------------ | ----------------- | --------------- | ---------------- | ------------- |
| 1 | 37 | ПЗ      | Максим Веденеев    | Кубань            | € 15,000        | 1 июля 2024      | [ 31 ]        |
| 2 | 61 | Защ     | Никита Бозов       | Балтика           | € 130,000       | 20 июля 2024     | [ 33 ]        |
| 3 | 40 | Защ     | Ярослав Крашевский | Химик (Дзержинск) | свободный агент | 1 августа 2024   | [ 34 ] [ 35 ] |
| 4 | 51 | Защ     | Максим Карпов      | без клуба         | свободный агент | 24 сентября 2024 | [ 36 ] [ 37 ] |
| 5 | 44 | Защ     | Данил Труханов     | без клуба         | свободный агент | 24 сентября 2024 | [ 38 ]        |

### Ушли в аренду
| # | №  | Позиция | Игрок              | Команда          | Сумма     | Начало           | Конец           | Ссылка               |
| - | -- | ------- | ------------------ | ---------------- | --------- | ---------------- | --------------- | -------------------- |
| 1 | 85 | ПЗ      | Иван Пяткин        | Ротор            | бесплатно | 23 июня 2023     | 30 июня 2025    | [ 39 ] [ 40 ] [ 31 ] |
| 2 | 37 | ПЗ      | Максим Веденеев    | Кубань           | бесплатно | 28 июня 2023     | 30 июня 2024    | [ 41 ] [ 42 ]        |
| 3 | 40 | Защ     | Ярослав Крашевский | Ротор            | бесплатно | 22 февраля 2024  | 30 июня 2024    | [ 43 ] [ 44 ]        |
| 4 | 75 | ПЗ      | Андрей Ишутин      | Ростов-2         | бесплатно | 8 апреля 2024    | 31 декабря 2024 | [ 45 ]               |
| 5 | 62 | ПЗ      | Максим Офицеров    | Торпедо (Миасс)  | бесплатно | 21 августа 2024  | 31 декабря 2024 | [ 46 ] [ 47 ]        |
| 6 | 44 | ПЗ      | Артём Шоларь       | Целе             | бесплатно | 10 сентября 2024 | 30 июня 2025    | [ 48 ] [ 49 ]        |
| 7 | 80 | Защ     | Юрий Коледин       | Торпедо (Москва) | бесплатно | 12 сентября 2024 | 30 июня 2025    | [ 50 ] [ 51 ]        |

## Предсезонные и товарищеские матчи
| 27 января 2024 | Спартак-2 (Москва) | 0:1 (0:1)     | Женис    | Белек |
| 15:30 MSK      |                    | отчёт (Женис) | Кенжебек |       |

| 30 января 2024 | Спартак-2 (Москва)      | 2:3 (1:2)         | Челябинск                     | Белек |
| 15:00 MSK      | неизвестно · неизвестно | отчёт (Челябинск) | Никитенков · Горбачик · Носов |       |

| 1 февраля 2024 | Спартак-2 (Москва)              | 2:2 (1:2)                        | Шахтёр (Караганда) | Анталья |
| 15:00 MSK      | неизвестно ? (авт.) · Никифоров | отчёт (Спартак-2) отчёт (Шахтёр) | Абдулла · Туткышев |         |

| 4 февраля 2024 | Спартак-2 (Москва)                | 2:3 (1:2)                           | Чертаново                                         | Белек                                  |
|                | Ишутин 43′ (пен.) · Посмашный 69′ | отчёт (Спартак-2) отчёт (Чертаново) | 3′ Французов · 41′ Якименко · 59′ (пен.) Урванцев | Стадион: «Футбольный центр экодизайна» |

| 10 февраля 2024 Кинопоиск FNL Camp | Енисей                                                                                  | 6:1 (4:0)         | Спартак-2 (Москва) | Анталья                                                              |
| 12:00 MSK | Стежко 3′ · Тихонов 6′, 20′ · Савельев 21′ · Кичин 25' · Масловский 49′ · Е. Иванов 50′ | отчёт (Спартак-2) | 34′ Гуляев         | Стадион: «Титаник Мардан» Судья: Александр Филимонов (Орехово-Зуево) |
| Спартак-2 (Москва): Зновенко (Фадеев, 26), Горяинов (Иванников, 26), Карпов , Гузиев (Курошев, 47), Коледин (Постников, 26), Шоларь (Пономарчук, 47), Посмашный (Рощин, 42), Столяров, Пастушков (Ишутин, 26), Карпенко, Ищенко (Гуляев, 23). Запасные: Мельник, И. Иванов, Старков, Войцеховский. Главный тренер: Дмитрий Владимирович Комбаров. |                                                                                         |                   |                    |                                                                      |

| 17 февраля 2024 Кинопоиск FNL Camp | Спартак-2 (Москва) | 0:1 (0:1)         | Broke Boys      | Анталья                                                 |
| 12:00 MSK |                    | отчёт (Спартак-2) | 7′ Гилязутдинов | Стадион: «Титаник Мардан» Судья: Илья Трищин (Балашиха) |
| Спартак-2 (Москва): Мельник, Коледин, Бозов , Гузиев (Курошев, 37), Горяинов (Постников, 15; Петин, 41), Ишутин (Гуляев, 26), Старков (Войцеховский, 39), Шоларь, Пастушков (Офицеров, 26), Карпенко (Пономарчук, 36), Быковский. Запасные: Фадеев, Иванов, Рощин. Главный тренер: Дмитрий Владимирович Комбаров. |                    |                   |                 |                                                         |

| 19 февраля 2024 | Спартак-2 (Москва)          | 2:0 (1:0)         | Самгурали | Белек |
| 16:00 MSK | Карпенко 2′ · Быковский 66′ | отчёт (Спартак-2) |           |       |
| Спартак-2 (Москва): Фадеев, Петин (Коледин, 46), Курошев (Ишутин, 62), Бозов (Гузиев, 46), Горяинов (Постников, 46), Войцеховский (Старков, 46), Иванов (Пономарчук, 46), Рощин (Пастушков, 46), Гуляев (Карпенко, 62) Офицеров (Шоларь, 46), Карпенко (Быковский, 46). Главный тренер: Дмитрий Владимирович Комбаров. |                             |                   |           |       |

| 21 февраля 2024 Кинопоиск FNL Camp | Амкал            | 1:2 (1:1)         | Спартак-2 (Москва)         | Анталья                   |
| 17:00 MSK | Логуа 24′ (пен.) | отчёт (Спартак-2) | 25′ Быковский · 50′ Шоларь | Стадион: «Титаник Мардан» |
| Спартак-2 (Москва): Мельник, Петин (Постников, 43), Бозов , Гузиев, Коледин, Старков (Войцеховский, 33), Шоларь, Пастушков, Пономарчук, Гуляев (Офицеров, 39), Быковский (Карпенко, 33). Запасные: Фадеев, Курошев, Горяинов, Иванов, Ишутин, Рощин. Главный тренер: Дмитрий Владимирович Комбаров. |                  |                   |                            |                           |

| 28 февраля 2024 | Спартак-2 (Москва)                        | 3:0 (0:0)         | Окжетпес | Белек |
| 15:00 MSK | Посмашный 56′ · Шоларь 68′ · Карпенко 71′ | отчёт (Спартак-2) |          |       |
| Спартак-2 (Москва): Фадеев, Петин (Горяинов, 60), Гузиев (Ишутин, 73), Бозов (Курошев, 60), Коледин (Постников, 73), Старков (Войцеховский, 46), Пастушков (Столяров, 55), Шоларь (Иванов, 73), Посмашный (Офицеров, 66), Пономарчук (Карпенко, 55), Карпенко (Гуляев, 46). Запасной: Мельник. Главный тренер: Дмитрий Владимирович Комбаров. |                                           |                   |          |       |

| 2 марта 2024 | Спартак-2 (Москва)                                         | 4:2 (2:1)         | Хан-Тенгри (Алма-Ата)        | Белек |
| 16:00 MSK | Быковский 12′ · Шоларь 36′ · Карпенко 77′ · Пономарчук 84′ | отчёт (Спартак-2) | 18′ Агзамбаев · 51′ Калыбаев |       |
| Спартак-2 (Москва): Мельник, Петин (Гуляев, 56), Гузиев (Иванов, 81), Бозов (Курошев, 74), Горяинов (Постников, 84), Войцеховский (Старков, 56), Столяров (Пономарчук, 56), Шоларь (Пастушков, 74), Коледин (Ишутин, 84), Посмашный (Офицеров, 80), Быковский (Карпенко, 56). Запасные: Фадеев. Главный тренер: Дмитрий Владимирович Комбаров. |                                                            |                   |                              |       |

| 5 марта 2024 | Спартак-2 (Москва)                                           | 4:0 (1:0)         | Дордой | Сиде |
| 15:00 MSK | Быковский 13′ · Столяров 52′ · Офицеров 73′ · Пономарчук 81′ | отчёт (Спартак-2) |        |      |
| Спартак-2 (Москва): Фадеев, Коледин (Постников, 57), Гузиев (Ишутин, 57), Бозов (Курошев, 46), Горяинов (Петин, 46), Столяров (Старков, 57), Карпенко (Войцеховский, 46), Шоларь (Пономарчук, 46), Посмашный (Офицеров, 57), Гуляев (Иванов, 57), Быковский (Пастушков, 57). Запасные: Мельник, Карпов. Главный тренер: Дмитрий Владимирович Комбаров. |                                                              |                   |        |      |

| 7 марта 2024 | Спартак-2 (Москва) | 1:1 (1:0)         | Истиклол (Душанбе) | Белек |
| 11:00 MSK | Карпенко 35′       | отчёт (Спартак-2) | 47′ Беганович      |       |
| Спартак-2 (Москва): Мельник (Дасаев-Морено, 76), Постников, Курошев, Карпов , Горяинов, Старков, Иванов, Пономарчук, Офицеров, Пастушков, Карпенко. Запасные: Гузиев, Войцеховский, Гуляев. Главный тренер: Дмитрий Владимирович Комбаров. |                    |                   |                    |       |

| 7 марта 2024 | Спартак-2 (Москва)   | 1:3 (0:2)         | Родина-М                                | Белек |
| 16:00 MSK | Быковский 64′ (пен.) | отчёт (Спартак-2) | 9′ Ерёменко · 34′ Гарибян · 62′ Борисов |       |
| Спартак-2 (Москва): Фадеев, Петин, Гузиев, Бозов , Коледин, Войцеховский (Пастушков, 66), Столяров, Шоларь, Гуляев (Пономарчук, 66), Посмашный, Быковский (Карпенко, 70). Запасные: Зновенко, Курошев. Главный тренер: Дмитрий Владимирович Комбаров. |                      |                   |                                         |       |

| 12 марта 2024 | Спартак-2 (Москва) | 1:3 (1:0)         | Мурас Юнайтед                    | Белек |
| 16:00 MSK | Быковский 42′      | отчёт (Спартак-2) | 60′, 61′ Яскович · 74′ Сидоренко |       |
| Спартак-2 (Москва): Мельник (Дасаев-Морено, 77), Коледин, Бозов (Гузиев, 46), Карпов (Курошев, 50), Горяинов (Постников, 59), Столяров (Старков, 46), Пономарчук (Пастушков, 46), Шоларь (Войцеховский, 75), Посмашный (Офицеров, 62), Карпенко, Быковский (Гуляев, 63). Запасные: Фадеев, Иванов, Ишутин. Главный тренер: Дмитрий Владимирович Комбаров. |                    |                   |                                  |       |

| 14 марта 2024 | Спартак-2 (Москва)                                   | 4:0 (0:0)         | Алга | Белек |
| 11:00 MSK | Карпенко 49′, 70′ · Гуляев 58′ · Артём Быковский 72′ | отчёт (Спартак-2) |      |       |
| Спартак-2 (Москва): Фадеев (Дасаев-Морено, 77), Постников (Ищенко, 76), Гузиев, Курошев , Горяинов (Иванников, 76), Ишутин (Шоларь, 46), Иванов (Карпенко, 46), Войцеховский (Быковский, 46), Офицеров (Посмашный, 46), Пастушков (Старков, 57), Пономарчук (Гуляев, 57). Запасные: Мельник, Бозов, Коледин, Карпов, Столяров. Главный тренер: Дмитрий Владимирович Комбаров. |                                                      |                   |      |       |

| 30 марта 2024 | Спартак-2 (Москва)         | 2:2 (2:1)         | Квант                       | Москва                           |
| 14:00 MSK | Ищенко 30′ · Быковский 44′ | отчёт (Спартак-2) | 43′ Мельников · 56′ Демидов | Стадион: «Спартак» им. Черенкова |
| Спартак-2 (Москва): Фадеев, Коледин (Петин, 65), Гузиев (Ишутин, 78), Бозов (Курошев, 78), Иванников (Горяинов, 60), Столяров (Старков, 72), Пастушков (Пономарчук, 60), Шоларь (Войцеховский, 78), Ищенко (Иванов, 78), Посмашный (Гуляев, 46), Быковский (Карпенко, 65). Главный тренер: Дмитрий Владимирович Комбаров. |                            |                   |                             |                                  |

| 19 июля 2024 | Спартак-2 (Москва)                  | 2:3 (2:2)         | Коломна                                  | Черкизово                                             |
| 10:00 MSK | Карпенко 17′ (пен.) · Посмашный 38′ | отчёт (Спартак-2) | 8′ Ерастов · 36′ Волков · 74′ Лукьяненко | Стадион: Тарасовская учебно-спортивная база «Спартак» |
| Спартак-2 (Москва): Фадеев (Дасаев-Морено, 46), Коледин (Петин, 46), Иванов, Курошев, Иванников (Горяинов, 46), Войцеховский (Старков, 46), Джебов (Столяров, 66), Шоларь (Пономарчук, 46), Посмашный (Гурылёв, 46), Ищенко (Гуляев, 46), Карпенко (Помалюк, 46). Главный тренер: Дмитрий Владимирович Комбаров. |                                     |                   |                                          |                                                       |

| 16 ноября 2024 | Спартак-2 (Москва) | 0:0 (0:0)         | Химки-М | Москва                           |
| |                    | отчёт (Спартак-2) |         | Стадион: «Спартак» им. Черенкова |
| Спартак-2 (Москва): (до 60-й минуты): Мельник (Дасаев-Морено, 28), Рожков, Горяинов, Плотников, Гурылёв , Пополитов, Солопов, Помалюк, а также три игрока на просмотре. (после 60-й минуты): Тихомиров, Курошев, Гузиев , Иванников, Войцеховский, Столяров, Гуляев, Ищенко, Быковский, а также два игрока на просмотре. Главный тренер: Дмитрий Владимирович Комбаров. |                    |                   |         |                                  |

| 23 ноября 2024 | Спартак-2 (Москва) | 2:4 (0:2)         | Леон Сатурн                                    | Черкизово                                             |
| | Филёв 60′, 72′     | отчёт (Спартак-2) | 6′ (пен.) Емелин · 26′, 66′, 77′ Бескоровайный | Стадион: Тарасовская учебно-спортивная база «Спартак» |
| Спартак-2 (Москва): Мельник (Тихомиров, 46), игрок на просмотре (Плотников, 46), Курошев (игрок на просмотре, 46), игрок на просмотре (Рожков, 46), Горяинов (Иванников, 46), Столяров (игрок на просмотре, 65), Иванов, Солопов (Гуляев, 46), Гурылёв (игрок на просмотре, 65) игрок на просмотре (Пополитов, 46), Помалюк (Филёв, 46). Главный тренер: Дмитрий Владимирович Комбаров. |                    |                   |                                                |                                                       |

| 26 ноября 2024 | Родина-2       | 1:4 (1:2)         | Спартак-2 (Москва)                                           | Москва                 |
| | неизвестно 14′ | отчёт (Спартак-2) | 5′ игрок на просмотре · 16′ Филёв · 77′ Помалюк · 82′ Гуляев | Стадион: «Спартаковец» |
| Спартак-2 (Москва): (1-й тайм): Фадеев, Плотников, Курошев, Горяинов, Войцеховский, Гурылёв , Пополитов, Филёв и три игрока на просмотре. (2-й тайм): Мельник, Петин, Рожков, Столяров , Иванников, Иванов, Старков, Гуляев, Солопов, Помалюк и игрок на просмотре. Главный тренер: Дмитрий Владимирович Комбаров. |                |                   |                                                              |                        |

| 30 ноября 2024 | Спартак-2 (Москва)                                    | 4:2 (1:0)         | Строгино       | Москва                           |
| | Помалюк 21′ (пен.) · Быковский 51′, 90′ · Курошев 88′ | отчёт (Спартак-2) | 56′, 74′ Гузюк | Стадион: «Спартак» им. Черенкова |
| Спартак-2 (Москва): (1-й тайм): Мельник, Петин, Рожков, Столяров, Иванников, Старков, Гурылёв , Гуляев, Помалюк и два игрока на просмотре. (2-й тайм): Тихомиров, Плотников, Курошев , Горяинов, Иванов, Войцеховский (игрок на просмотре, 78), Гуляев, Филёв, Быковский и два игрока на просмотре. Главный тренер: Дмитрий Владимирович Комбаров. |                                                       |                   |                |                                  |

| 7 декабря 2024 | Спартак-2 (Москва) | 0:1 (0:0)         | ЦСКА U-19 (Москва)       | Москва                           |
| |                    | отчёт (Спартак-2) | 70′ (пен.) Станисавлевич | Стадион: «Спартак» им. Черенкова |
| Спартак-2 (Москва): (1-й тайм): Дасаев-Морено, Иванников, Курошев, Плотников, Горяинов, Войцеховский, Гурылёв , Помалюк и три игрока на просмотре. (2-й тайм): Мельник, Петин, Гузиев, Горяинов, Войцеховский, Джебов, Иванников, Помалюк, Быковский и два игрока на просмотре. Главный тренер: Дмитрий Владимирович Комбаров. |                    |                   |                          |                                  |

## Статистика сезона

### Игры и голы
В статистику включены только официальные матчи.
| №.                                                             | Нац.        | Позиция | Игрок               | Всего   | Всего   | Вторая лига (дивизион «Б») | Вторая лига (дивизион «Б») |         |         |
| №.                                                             | Нац.        | Позиция | Игрок               | Игры    | Голы    | Игры                       | Голы                       |         |         |
| Вратари                                                        | Вратари     | Вратари | Вратари             | Вратари | Вратари | Вратари                    | Вратари                    | Вратари | Вратари |
| -------------------------------------------------------------- | ----------- | ------- | ------------------- | ------- | ------- | -------------------------- | -------------------------- | ------- | ------- |
| 58                                                             | Флаг России | Вр      | Семён Фадеев        | 27      | -28     | 27                         | -28                        |         |         |
| 86                                                             | Флаг России | Вр      | Илья Тихомиров      | 2       | -4      | 2                          | -4                         |         |         |
| 95                                                             | Флаг России | Вр      | Дмитрий Мельник     | 1       | 0       | 1                          | -0                         |         |         |
| Защитники                                                      |             |         |                     |         |         |                            |                            |         |         |
| 33                                                             | Флаг России | Защ     | Иван Горяинов       | 9       | 0       | 9                          | 0                          |         |         |
| 41                                                             | Флаг России | Защ     | Дмитрий Курошев     | 12      | 1       | 12                         | 1                          |         |         |
| 61                                                             | Флаг России | Защ     | Тимофей Рожков      | 6       | 0       | 6                          | 0                          |         |         |
| 66                                                             | Флаг России | Защ     | Юрий Петин          | 26      | 2       | 26                         | 2                          |         |         |
| 74                                                             | Флаг России | Защ     | Егор Гузиев         | 24      | 0       | 24                         | 0                          |         |         |
| 85                                                             | Флаг России | Защ     | Дмитрий Иванников   | 18      | 0       | 18                         | 0                          |         |         |
| Полузащитники                                                  |             |         |                     |         |         |                            |                            |         |         |
| 37                                                             | Флаг России | ПЗ      | Иван Старков        | 17      | 2       | 17                         | 2                          |         |         |
| 38                                                             | Флаг России | ПЗ      | Егор Гуляев         | 25      | 4       | 25                         | 4                          |         |         |
| 43                                                             | Флаг России | ПЗ      | Руслан Войцеховский | 29      | 2       | 29                         | 2                          |         |         |
| 55                                                             | Флаг России | ПЗ      | Никита Посмашный    | 23      | 5       | 23                         | 5                          |         |         |
| 60                                                             | Флаг России | ПЗ      | Абдулло Джебов      | 24      | 3       | 24                         | 3                          |         |         |
| 64                                                             | Флаг России | ПЗ      | Даниил Столяров     | 19      | 1       | 19                         | 1                          |         |         |
| 67                                                             | Флаг России | ПЗ      | Иван Иванов         | 14      | 0       | 14                         | 0                          |         |         |
| 69                                                             | Флаг России | ПЗ      | Антон Гурылёв       | 7       | 1       | 7                          | 1                          |         |         |
| 78                                                             | Флаг России | ПЗ      | Артём Пономарчук    | 16      | 0       | 16                         | 0                          |         |         |
| 84                                                             | Флаг России | ПЗ      | Даниил Плотников    | 5       | 0       | 5                          | 0                          |         |         |
| Нападающие                                                     |             |         |                     |         |         |                            |                            |         |         |
| 36                                                             | Флаг России | Нап     | Вадим Пастушков     | 2       | 0       | 2                          | 0                          |         |         |
| 46                                                             | Флаг России | Нап     | Виталий Карпенко    | 26      | 18      | 26                         | 18                         |         |         |
| 83                                                             | Флаг России | Нап     | Николай Ищенко      | 28      | 9       | 28                         | 9                          |         |         |
| 87                                                             | Флаг России | Нап     | Арсений Филев       | 10      | 2       | 10                         | 2                          |         |         |
| 93                                                             | Флаг России | Нап     | Артём Быковский     | 28      | 12      | 28                         | 12                         |         |         |
| 94                                                             | Флаг России | Нап     | Александр Помалюк   | 6       | 0       | 6                          | 0                          |         |         |
| Игроки покинувшие команду или ушедшие в аренду по ходу сезона: |             |         |                     |         |         |                            |                            |         |         |
| 44                                                             | Флаг России | ПЗ      | Артём Шоларь        | 21      | 1       | 21                         | 1                          |         |         |
| 51                                                             | Флаг России | Защ     | Максим Карпов       | 3       | 0       | 3                          | 0                          |         |         |
| 61                                                             | Флаг России | Защ     | Никита Бозов        | 13      | 0       | 13                         | 0                          |         |         |
| 62                                                             | Флаг России | ПЗ      | Максим Офицеров     | 8       | 1       | 8                          | 1                          |         |         |
| 80                                                             | Флаг России | Защ     | Юрий Коледин        | 20      | 1       | 20                         | 1                          |         |         |

### Дисциплинарные показатели
В статистику включены только официальные матчи.
| 58                                                             | Флаг России | Вр    | Семён Фадеев        | 0  | 0 | 0 |
| 86                                                             | Флаг России | Вр    | Илья Тихомиров      | 0  | 0 | 0 |
| 95                                                             | Флаг России | Вр    | Дмитрий Мельник     | 0  | 0 | 0 |
| Защитники                                                      |             |       |                     |    |   |   |
| 33                                                             | Флаг России | Защ   | Иван Горяинов       | 1  | 0 | 0 |
| 41                                                             | Флаг России | Защ   | Дмитрий Курошев     | 0  | 0 | 0 |
| 61                                                             | Флаг России | Защ   | Тимофей Рожков      | 1  | 0 | 0 |
| 66                                                             | Флаг России | Защ   | Юрий Петин          | 4  | 0 | 0 |
| 74                                                             | Флаг России | Защ   | Егор Гузиев         | 11 | 0 | 0 |
| 85                                                             | Флаг России | Защ   | Дмитрий Иванников   | 4  | 0 | 0 |
| Полузащитники                                                  |             |       |                     |    |   |   |
| 37                                                             | Флаг России | ПЗ    | Иван Старков        | 4  | 0 | 0 |
| 38                                                             | Флаг России | ПЗ    | Егор Гуляев         | 3  | 0 | 0 |
| 43                                                             | Флаг России | ПЗ    | Руслан Войцеховский | 7  | 0 | 0 |
| 55                                                             | Флаг России | ПЗ    | Никита Посмашный    | 2  | 0 | 0 |
| 60                                                             | Флаг России | ПЗ    | Абдулло Джебов      | 4  | 0 | 0 |
| 64                                                             | Флаг России | ПЗ    | Даниил Столяров     | 1  | 0 | 0 |
| 67                                                             | Флаг России | ПЗ    | Иван Иванов         | 2  | 0 | 0 |
| 69                                                             | Флаг России | ПЗ    | Антон Гурылёв       | 1  | 0 | 0 |
| 78                                                             | Флаг России | ПЗ    | Артём Пономарчук    | 1  | 0 | 0 |
| Нападающие                                                     |             |       |                     |    |   |   |
| 36                                                             | Флаг России | Нап   | Вадим Пастушков     | 0  | 0 | 0 |
| 46                                                             | Флаг России | Нап   | Виталий Карпенко    | 4  | 0 | 0 |
| 83                                                             | Флаг России | Нап   | Николай Ищенко      | 1  | 0 | 0 |
| 87                                                             | Флаг России | Нап   | Арсений Филев       | 1  | 0 | 0 |
| 93                                                             | Флаг России | Нап   | Артём Быковский     | 2  | 0 | 0 |
| 94                                                             | Флаг России | Нап   | Александр Помалюк   | 0  | 0 | 0 |
| Игроки покинувшие команду или ушедшие в аренду по ходу сезона: |             |       |                     |    |   |   |
| 44                                                             | Флаг России | ПЗ    | Артём Шоларь        | 1  | 0 | 0 |
| 51                                                             | Флаг России | Защ   | Максим Карпов       | 2  | 0 | 0 |
| 61                                                             | Флаг России | Защ   | Никита Бозов        | 4  | 0 | 0 |
| 62                                                             | Флаг России | ПЗ    | Максим Офицеров     | 1  | 0 | 0 |
| 80                                                             | Флаг России | Защ   | Юрий Коледин        | 1  | 0 | 0 |
| Всего                                                          | Всего       | Всего | Всего               | 63 | 0 | 0 |

### Бомбардиры
Включает в себя все официальные игры. Список отсортирован по итоговому результату.
| Позиция      | Национальность | Номер | Игрок               | Итого |
| ------------ | -------------- | ----- | ------------------- | ----- |
| Нападающий   | Россия         | 46    | Виталий Карпенко    | 18    |
| Нападающий   | Россия         | 93    | Артём Быковский     | 12    |
| Нападающий   | Россия         | 83    | Николай Ищенко      | 9     |
| Полузащитник | Россия         | 55    | Никита Посмашный    | 5     |
| Полузащитник | Россия         | 38    | Егор Гуляев         | 4     |
| Полузащитник | Россия         | 60    | Абдулло Джебов      | 3     |
| Полузащитник | Россия         | 37    | Иван Старков        | 2     |
| Полузащитник | Россия         | 43    | Руслан Войцеховский | 2     |
| Защитник     | Россия         | 66    | Юрий Петин          | 2     |
| Нападающий   | Россия         | 87    | Арсений Филев       | 2     |
| Защитник     | Россия         | 41    | Дмитрий Курошев     | 1     |
| Полузащитник | Россия         | 44    | Артём Шоларь        | 1     |
| Нападающий   | Россия         | 62    | Максим Офицеров     | 1     |
| Полузащитник | Россия         | 64    | Даниил Столяров     | 1     |
| Полузащитник | Россия         | 69    | Антон Гурылёв       | 1     |
| Защитник     | Россия         | 90    | Юрий Коледин        | 1     |
| Всего        | Всего          | Всего | Всего               | 65    |

### Голевые передачи
Включает в себя все официальные игры. Список отсортирован по итоговому результату.
| Позиция      | Национальность | Номер | Игрок               | Итого |
| ------------ | -------------- | ----- | ------------------- | ----- |
| Защитник     | Россия         | 80    | Юрий Коледин        | 10    |
| Полузащитник | Россия         | 60    | Абдулло Джебов      | 9     |
| Нападающий   | Россия         | 83    | Николай Ищенко      | 9     |
| Полузащитник | Россия         | 44    | Артём Шоларь        | 3     |
| Нападающий   | Россия         | 46    | Виталий Карпенко    | 3     |
| Полузащитник | Россия         | 55    | Никита Посмашный    | 3     |
| Защитник     | Россия         | 66    | Юрий Петин          | 2     |
| Защитник     | Россия         | 85    | Дмитрий Иванников   | 2     |
| Полузащитник | Россия         | 43    | Руслан Войцеховский | 1     |
| Защитник     | Россия         | 61    | Никита Бозов        | 1     |
| Полузащитник | Россия         | 69    | Антон Гурылёв       | 1     |
| Полузащитник | Россия         | 78    | Артём Пономарчук    | 1     |
| Нападающий   | Россия         | 93    | Артём Быковский     | 1     |
| Всего        | Всего          | Всего | Всего               | 46    |

### «Сухие» матчи
Включает в себя все официальные игры. Список отсортирован по итоговому результату.
| Позиция | Национальность | Номер | Игрок           | Итого |
| ------- | -------------- | ----- | --------------- | ----- |
| Вратарь | Россия         | 58    | Семён Фадеев    | 11    |
| Вратарь | Россия         | 95    | Дмитрий Мельник | 1     |
| Вратарь | Россия         | 86    | Илья Тихомиров  | 0     |
| Всего   | Всего          | Всего | Всего           | 12    |

### Пенальти
В статистику включены только официальные матчи.
| Позиция    | Национальность | Номер | Игрок            | Дата             | Соревнование    | Соперник          | Статус                  |
| ---------- | -------------- | ----- | ---------------- | ---------------- | --------------- | ----------------- | ----------------------- |
| Нападающий | Россия         | 93    | Артём Быковский  | 28 апреля 2024   | 4-й тур ВЛ «Б»  | Динамо (Вологда)  | Реализован              |
| Нападающий | Россия         | 93    | Артём Быковский  | 1 мая 2024       | 9-й тур ВЛ «Б»  | Знамя Труда       | Реализован              |
| Нападающий | Россия         | 93    | Артём Быковский  | 1 мая 2024       | 9-й тур ВЛ «Б»  | Знамя Труда       | Не реализован (вратарь) |
| Нападающий | Россия         | 46    | Виталий Карпенко | 28 июля 2024     | 16-й тур ВЛ «Б» | Леон Сатурн       | Реализован              |
| Нападающий | Россия         | 46    | Виталий Карпенко | 4 августа 2024   | 17-й тур ВЛ «Б» | Динамо-2 (Москва) | Не реализован (вратарь) |
| Нападающий | Россия         | 93    | Артём Быковский  | 4 августа 2024   | 17-й тур ВЛ «Б» | Динамо-2 (Москва) | Реализован              |
| Нападающий | Россия         | 93    | Артём Быковский  | 17 августа 2024  | 19-й тур ВЛ «Б» | Чертаново         | Реализован              |
| Нападающий | Россия         | 46    | Виталий Карпенко | 17 августа 2024  | 19-й тур ВЛ «Б» | Чертаново         | Не реализован (мимо)    |
| Нападающий | Россия         | 93    | Артём Быковский  | 8 сентября 2024  | 22-й тур ВЛ «Б» | Енисей-2          | Не реализован (вратарь) |
| Нападающий | Россия         | 83    | Николай Ищенко   | 29 сентября 2024 | 25-й тур ВЛ «Б» | Луки-Энергия      | Не реализован (вратарь) |

### Капитаны в сезоне
В статистику включены только официальные матчи.
| №  | Поз. | Стр.        | Игроки          | Старты | Прим.          |
| -- | ---- | ----------- | --------------- | ------ | -------------- |
| 61 | Защ  | Флаг России | Никита Бозов    | 13     | (1—15 туры)    |
| 80 | Защ  | Флаг России | Юрий Коледин    | 8      | (16—22 туры)   |
| 74 | Защ  | Флаг России | Егор Гузиев     | 7      | (с 23-го тура) |
| 41 | Защ  | Флаг России | Дмитрий Курошев | 1      |                |
| 66 | Защ  | Флаг России | Юрий Петин      | 1      |                |

### Общая статистика
В данной таблице не учитываются результаты товарищеских матчей.
| Сыграно матчей                        | 30                                                                               |
| Победы                                | 19                                                                               |
| Ничьи                                 | 5                                                                                |
| Поражения                             | 6                                                                                |
| Забито мячей                          | 67 (2,24 за игру)                                                                |
| Пропущено мячей                       | 33 (1,1 за игру)                                                                 |
| Разница мячей                         | +34                                                                              |
| Матчей на ноль                        | 11                                                                               |
| Жёлтых карточек                       | 63 (2,1 за игру)                                                                 |
| Удаления                              | 0 (0,0 за игру)                                                                  |
| Худшая дисциплина                     | Егор Гузиев: — 11; — 0; — 0                                                      |
| Лучший счёт                           | 6:0 (Д) против «Звезды» — Вторая лига (дивизион «Б»), 13-й тур, 25 июня 2024     |
| Худший счёт                           | 4:5 (В) против «Динамо-2» — Вторая лига (дивизион «Б»), 17-й тур, 4 августа 2024 |
| Наибольшее число матчей без поражений | 15 (1—15 туры)                                                                   |
| Наибольшее число поражений            | 4 (16—19 туры)                                                                   |
| Лучший бомбардир                      | Виталий Карпенко (18 мячей)                                                      |
| Лучший ассистент                      | Юрий Коледин (10 передач)                                                        |
| Гол + Пас                             | Виталий Карпенко (18+3)                                                          |
| Наибольшее число матчей               | Руслан Войцеховский (29 матчей)                                                  |

## Соревнования
| Соревнование                  | Первый матч   | Последний матч | Раунд-начало | Итог выступления | Статистика выступлений | Статистика выступлений | Статистика выступлений | Статистика выступлений | Статистика выступлений | Статистика выступлений | Статистика выступлений | Статистика выступлений | Ссылка |
| Соревнование                  | Первый матч   | Последний матч | Раунд-начало | Итог выступления | И                      | В                      | Н                      | П                      | ГЗ                     | ГП                     | РМ                     | В%                     | Ссылка |
| ----------------------------- | ------------- | -------------- | ------------ | ---------------- | ---------------------- | ---------------------- | ---------------------- | ---------------------- | ---------------------- | ---------------------- | ---------------------- | ---------------------- | ------ |
| Вторая лига (дивизион «Б»)    | 7 апреля 2024 | 3 ноября 2024  | 1-й тур      | 2-е место        | 30                     | 19                     | 5                      | 6                      | 67                     | 33                     | +34                    | 063,33                 | [ 52 ] |
| Обновлено: 3 ноября 2024 года |               |                |              |                  |                        |                        |                        |                        |                        |                        |                        |                        |        |

## Вторая лига (дивизион «Б»)

### Турнирная таблица
| Поз | Команда                 | И  | В  | Н | П | МЗ | МП | РМ  | О  | Повышение или выбывание |
| --- | ----------------------- | -- | -- | - | - | -- | -- | --- | -- | ----------------------- |
| 1   | Динамо-2 (Москва)       | 30 | 22 | 4 | 4 | 66 | 28 | +38 | 70 | Дивизион «А»            |
| 2   | Спартак-2 (Москва)      | 30 | 19 | 5 | 6 | 67 | 33 | +34 | 62 |                         |
| 3   | Леон Сатурн (Раменское) | 30 | 17 | 7 | 6 | 68 | 43 | +25 | 58 |                         |
| 4   | Иркутск                 | 30 | 17 | 6 | 7 | 43 | 35 | +8  | 57 |                         |
| 5   | Чертаново (Москва)      | 30 | 17 | 4 | 9 | 54 | 38 | +16 | 55 |                         |

1) Очки;
— при равенстве очков у 2 команд: 2) Личные встречи: 2а) Очки в личных встречах; 2б) Разница мячей в личных встречах; 2в) Мячей забито в гостевых личных встречах; 3) Количество побед; 4) Разница мячей; 5) Мячей забито; 6) Количество побед в гостевых встречах; 7) Мячей забито в гостевых встречах; 8) Дисциплинарные очки (3 за красную карточку, 1 за жёлтую); 9) Жребий;
— при равенстве очков у 3 и более команд: 2) Личные встречи: 2а) Очки в личных встречах; 2б) Победы в личных встречах; 2в) Разница мячей в личных встречах; 2г) Мячей забито в личных встречах; 2д) Мячей забито в гостевых личных встречах; 3) Количество побед; 4) Разница мячей; 5) Мячей забито; 6) Количество побед в гостевых встречах; 7) Мячей забито в гостевых встречах; 8) Дисциплинарные очки (3 за красную карточку, 1 за жёлтую); 9) Жребий.
— когда командами между собой сыграно разное количество матчей: 2) Количество побед; 3) Разница мячей; 4) Мячей забито; 5) Количество побед в гостевых встречах; 6) Мячей забито в гостевых встречах; 7) Жребий.

### Статистика выступлений
| Итого | Итого | Итого | Итого | Итого | Итого | Итого | Итого | Дома | Дома | Дома | Дома | Дома | Дома | На выезде | На выезде | На выезде | На выезде | На выезде | На выезде |
| И     | О     | В     | Н     | П     | МЗ    | МП    | РМ    | В    | Н    | П    | МЗ   | МП   | РМ   | В         | Н         | П         | МЗ        | МП        | РМ        |
| ----- | ----- | ----- | ----- | ----- | ----- | ----- | ----- | ---- | ---- | ---- | ---- | ---- | ---- | --------- | --------- | --------- | --------- | --------- | --------- |
| 30    | 62    | 19    | 5     | 6     | 67    | 33    | +34   | 11   | 3    | 1    | 32   | 11   | +21  | 8         | 2         | 5         | 35        | 22        | +13       |

### Результаты по турам
| Тур   | 01 | 02 | 03 | 04 | 05 | 06 | 07 | 08 | 09 | 10 | 11 | 12 | 13 | 14 | 15 | 16 | 17 | 18 | 19 | 20 | 21 | 22 | 23 | 24 | 25 | 26 | 27 | 28 | 29 | 30 |
| ----- | -- | -- | -- | -- | -- | -- | -- | -- | -- | -- | -- | -- | -- | -- | -- | -- | -- | -- | -- | -- | -- | -- | -- | -- | -- | -- | -- | -- | -- | -- |
| Поле  | Д  | Д  | Д  | В  | Д  | В  | Д  | В  | Д  | В  | Д  | В  | Д  | В  | Д  | В  | В  | Д  | В  | Д  | В  | Д  | В  | Д  | В  | Д  | В  | Д  | В  | В  |
| Итог  | В  | В  | Н  | Н  | В  | В  | Н  | В  | В  | В  | В  | Н  | В  | В  | В  | П  | П  | П  | П  | В  | П  | В  | В  | В  | П  | В  | В  | Н  | В  | В  |
| Место | 7  | 3  | 3  | 5  | 3  | 2  | 3  | 3  | 2  | 2  | 2  | 2  | 2  | 2  | 2  | 2  | 2  | 2  | 2  | 2  | 3  | 2  | 2  | 2  | 2  | 2  | 2  | 3  | 2  | 2  |

Источник: Вторая лига (дивизион «Б»). Официальный сайт

Поле: Д = дома; В = на выезде. Итог: Н = ничья; П = команда проиграла; В = команда выиграла; О = матч отложен.

### Матчи
| 7 апреля 2024 1-й тур | Спартак-2 (Москва)                                        | 1:0 (1:0)                      | Иркутск                                                          | Москва |
| 12:00 MSK | Иванников 19' · Столяров 25′ · Карпенко 65' · Карпов 90+' | протокол матча отчёт (Спартак) | 53' Найдёнов · 75' В. Богданов · 79' Труфанов · 90+' Э. Богданов | Стадион: «Спартак» им. Черенкова (поле № 4) Зрителей: 983 Судья: Ян Марушко (Самара) Помощники судьи: Владислав Верховцев (Самара); Роман Купцов (Самара) Резервный судья: Дмитрий Сидякин (Москва) |
| Спартак-2 (Москва): Фадеев, Коледин, Бозов , Гузиев, Иванников, Войцеховский, Столяров, Шоларь, Посмашный (Пастушков, 67), Ищенко (Пономарчук, 90), Карпенко (Карпов, 90). Запасные: Мельник, Горяинов, Курошев, Петин, Старков, Гуляев, Иванов, Офицеров. Главный тренер: Дмитрий Владимирович Комбаров. Иркутск: Михайлов, Полоротов (Труфанов, 76), Найдёнов , Усов, Икованюк, Перевозников (Путилов, 56), Толмачёв, Убониев (В. Богданов, 64), Машнёв, Бондаренко (Э. Богданов, 76) Брагин (Яковлев, 64). Запасные: Цыгулев, Мотовилов. Главный тренер: Константин Хазбиевич Дзуцев. |                                                           |                                |                                                                  | |

| 15 апреля 2024 2-й тур | Спартак-2 (Москва)                     | 1:0 (0:0)                      | Леон Сатурн (Раменское) | Москва |
| 17:00 MSK | Посмашный 29' · Ищенко 46′ · Бозов 83' | протокол матча отчёт (Спартак) | 90+' Грибанов           | Стадион: «Спартак» им. Черенкова (поле № 4) Зрителей: 327 Судья: Роман Марнавский (Санкт-Петербург) Помощники судьи: Андрей Мангушев (Петрозаводск); Виталий Сажин (Санкт-Петербург) Резервный судья: Илья Волков (Москва) |
| Спартак-2 (Москва): Фадеев, Коледин, Гузиев, Бозов , Иванников, Столяров, Войцеховский (Пастушков, 57), Шоларь (Быковский, 76), Посмашный (Гуляев, 57; Офицеров, 83), Ищенко, Карпенко (Старков, 83). Запасные: Кошкин, Горяинов, Курошев, Петин, Капов, Иванов, Пономарчук. Главный тренер: Дмитрий Владимирович Комбаров. Леон Сатурн: Русанов, Борисов, Соловьёв , Шарков, Николаев, Мишин (Сливин, 30), Медведев (Седов, 30), Шаболин, Басыров (Мазько, 63), Емелин (Закиров, 30), Бескоровайный (Грибанов, 52). Запасные: Тусеев, Хатунцев, Воротников. Главный тренер: Владимир Михайлович Корытько. |                                        |                                |                         | |

| 21 апреля 2024 3-й тур | Спартак-2 (Москва)         | 2:2 (1:2)                      | Динамо-2 (Москва)                | Москва |
| 12:00 MSK | Быковский 17′ · Ищенко 62′ | протокол матча отчёт (Спартак) | 11′ 56' Окишор · 26′ 90+' Бабаев | Стадион: «Спартак» им. Черенкова (поле № 4) Зрителей: 1289 Судья: Михаил Яковлев (Москва) Помощники судьи: Евгений Шатилов (Вологда); Олег Патраков (Кемерово) Резервный судья: Тимофей Валов (Москва) |
| Спартак-2 (Москва): Фадеев, Коледин, Гузиев, Боков , Горяинов (Петин, 46), Столяров (Посмашный, 46), Войцеховский, Шоларь (Старков, 81), Карпенко, Ищенко (Офицеров, 74), Быковский. Запасные: Тихомиров, Курошев, Карпов, Гуляев, Иванов, Пастушков, Пономарчук. Главный тренер: Дмитрий Владимирович Комбаров. Динамо-2 (Москва): Кудравец, Лепский (Балахонов, 77), Исаев, Цесь, Бессмертный (Зайдензаль, 67), Шагиахметов , Смелов (Ибрагимов, 86), Окишор, Бабаев, Боков (Симонов, 67), Чупаёв (Хубулов, 77). Запасные: Давыдов, Расулов, Головачёв, Бескибальный, Ласкин. Главный тренер: Павел Алексеевич Алпатов. |                            |                                |                                  | |

| 28 апреля 2024 4-й тур | Динамо (Вологда)                                                 | 1:1 (0:0)                      | Спартак-2 (Москва)                               | Вологда |
| 15:00 MSK | Криворучко 66′ 71' · Бетюжнов 76' · Киреев 79' · Солодаренко 88' | протокол матча отчёт (Спартак) | 72′ (пен.) Быковский · 78' Джебов · 90+' Старков | Стадион: «Динамо» Зрителей: 2304 Судья: Никита Морозов (Ленинградская область) Помощники судьи: Евгений Денисовский (Ярославль); Никита Морозов (Ярославль) Резервный судья: Артём Харин (Вологда) |
| Динамо (Вологда): Бобров, Долгов, Баширов, Криворучко, Солодаренко, Петролай, Олийнык, Киреев (Дмитрук, 90), Дерюгин (Финашин, 90), Беляев (Лошков, 84) Корепов (Бетюжнов, 56). Запасные: Беззубов, Лобанов, Тоневицкий, Куражов, Мешалкин, Парняков. Главный тренер: Рудольф Дмитриевич Чесалов. Спартак-2 (Москва): Фадеев, Петин (Иванников, 76), Гузиев, Бозов , Коледин, Войцеховский (Джебов, 58), Столяров, Шоларь (Старков, 69), Карпенко (Гуляев, 69), Ищенко, Быковский (Посмашный, 76). Запасные: Тихомиров, Курошев, Горяинов, Карпов, Иванов, Пономарчук, Офицеров. Главный тренер: Дмитрий Владимирович Комбаров. |                                                                  |                                |                                                  | |

| 5 мая 2024 5-й тур | Спартак-2 (Москва)                                                        | 4:0 (1:0)                      | Чертаново (Москва)                         | Москва |
| 12:00 MSK | Карпенко 37′, 65′, 71′ 51' · Войцеховский 62' · Посмашный 83′ · Бозов 81' | протокол матча отчёт (Спартак) | 31' Гатин · 53' Бартасевич · 66' Французов | Стадион: «Спартак» им. Черенкова (поле № 4) Зрителей: 694 Судья: Максим Богданавичус (Москва) Помощники судьи: Сергей Васильев (Иркутск); Антон Гавриленко (Брянская область) Резервный судья: Станислав Бращин (Москва) |
| Спартак-2 (Москва): Фадеев, Коледин, Гузиев, Бозов , Иванников (Петин, 46), Войцеховский (Иванов, 73), Джебов, Шоларь (Старков, 69), Ищенко (Пономарчук, 73), Карпенко, Быковский (Посмашный, 69). Запасные: Тихомиров, Курошев, Карпов, Горяинов, Гуляев, Пастушков, Офицеров. Главный тренер: Дмитрий Владимирович Комбаров. Чертаново (Москва): Жужнев, Бартасевич , Ямлиханов, Дудкин, Гатин, Селюков (Урванцев, 63) Мирошниченко (Семёнов, 46), Нафиков, Бабешко (Якименко, 63), Французов (Агафонцев, 79), Белковский. Запасные: Переверзев, Светников, Молодняков, Поляков, Хомяков, Сулейманов, Светов. Главный тренер: Сергей Николаевич Чикишев. |                                                                           |                                |                                            | |

| 11 мая 2024 6-й тур | Динамо (Санкт-Петербург)           | 0:2 (0:2)                      | Спартак-2 (Москва)                                                            | Санкт-Петербург |
| 15:00 MSK | Сапета 11' · Шиков 90' · Шилов 90' | протокол матча отчёт (Спартак) | 12′ Джебов · 17' Гузиев · 25′ Ищенко · 30' Быковский · 87' Гуляев · 90' Бозов | Стадион: «Nova Arena» Зрителей: 790 Судья: Александр Сединкин (Омск) Помощники судьи: Евгений Курукин (Омск); Андрей Пак (Омск) Резервный судья: Андрей Козлов (Санкт-Петербург) |
| Динамо (Санкт-Петербург): Яшин, Хаджиев, Устинов, Казаринов, Масальский (Осокин, 46), Сапета , Орлов, Колганов (Шиков, 89), Черномырдин, Умаров (Пикарёв, 77), Танков (Шилов, 85). Запасные: Мешалкин, Калистратов, Коренблюм, Сергеев, Гавриленко. Главный тренер: Николай Николаевич Котовец (и. о.). Спартак-2 (Москва): Фадеев, Петин (Иванников, 81), Гузиев, Бозов , Коледин, Войцеховский (Столяров, 68), Джебов, Шоларь (Старков, 81), Карпенко, Ищенко (Гуляев, 81), Быковский (Посмашный, 60). Запасные: Мельник, Курошев, Горяинов, Карпов, Иванов. Главный тренер: Дмитрий Владимирович Комбаров. |                                    |                                |                                                                               | |

| 19 мая 2024 7-й тур | Спартак-2 (Москва)                         | 1:1 (1:1)                      | Торпедо (Владимир)                         | Москва |
| 21:00 MSK | Петин 37′ 59' · Гузиев 51' · Иванников 83' | протокол матча отчёт (Спартак) | 13' Нуруллин · 15′ Агалаков · 25' Радостев | Стадион: «Спартак» им. Черенкова (поле № 4) Зрителей: 681 Судья: Макар Янчук (Владивосток) Помощники судьи: Никита Воропаев (Калининград); Алексей Дорожко (Петрозаводск) Резервный судья: Дмитрий Сидякин (Москва) |
| Спартак-2 (Москва): Фадеев, Петин (Иванников, 63), Бозов , Гузиев, Коледин, Войцеховский, Джебов, Шоларь (Офицеров, 74), Карпенко, Ищенко, Быковский (Посмашный, 74). Запасные: Тихомиров, Горяинов, Курошев, Карпов, Иванов, Старков, Гуляев, Пономарчук, Пастушков. Главный тренер: Дмитрий Владимирович Комбаров. Торпедо (Владимир): Сухорученко, Смирнов (Ермилов, 61), Романенков, Потапов, Зинович (Красилин, 77), Нуруллин (Глинский, 90), Боровицкий, Хохлов , Радостев, Жаров (Сорокин, 77), Агалаков (Янушковский, 61). Запасные: Вялов, Перфилов, Сатаров. Главный тренер: Денис Сергеевич Евсиков. |                                            |                                |                                            | |

| 26 мая 2024 8-й тур | Енисей-2 (Красноярск)                                                                     | 1:2 (0:0)                      | Спартак-2 (Москва)                      | Красноярск |
| 10:00 MSK | Оганичев 5' · Островский 28' · Мальфанов 37' · Богатырев 51' · Стёпин 55′ · Федоренко 71' | протокол матча отчёт (Спартак) | 49′ Коледин · 54' Петин · 86′ Посмашный | Стадион: «Центральный» Зрителей: 305 Судья: Виталий Евдокимов (Барнаул) Помощники судьи: Виктор Махрин (Орёл); Сергей Ченцов (Старый Оскол) Резервный судья: Роман Туров (Красноярск) |
| Енисей-2: Ярусов, Богатырёв, Островский, Мальфанов, Акимов (Кравцов, 89), Оганичев, Федоренко, Надольский (Польшиков, 58), Ташов, Стёпин (Клименко, 72), Луташёв (Исаев, 58). Запасные: Широков, Амбросёнок, Покровский, Новик, Губанов, Медведков, Симаков. Главный тренер: Александр Анатольевич Кишиневский. Спартак-2 (Москва): Фадеев, Петин, Курошев , Гузиев, Иванников (Коледин, 46), Старков (Джебов, 46), Войцеховский (Пономарчук, 77), Шоларь (Быковский, 60), Посмашный, Гуляев (Ищенко, 46), Карпенко. Запасные: Тихомиров, Горяинов, Пастушков, Иванов. Главный тренер: Дмитрий Владимирович Комбаров. |                                                                                           |                                |                                         | |

| 1 июня 2024 9-й тур | Спартак-2 (Москва)                                   | 3:1 (1:1)                      | Знамя Труда (Орехово-Зуево)              | Москва |
| 12:00 MSK | Быковский 40′ (пен.) 64' · Посмашный 70′ · Петин 73′ | протокол матча отчёт (Спартак) | 39' Пархоменко · 41′ Комков · 43' Канаев | Стадион: «Спартак» им. Черенкова (поле № 4) Зрителей: 678 Судья: Матвей Заика (Ростов-на-Дону) Помощники судьи: Николай Быковский (Владивосток); Ринат Хаяров (Красноярск) Резервный судья: Александр Перепелков (Москва) |
| Спартак-2 (Москва): Фадеев, Петин, Гузиев, Бозов , Коледин (Горяинов, 80), Войцеховский (Иванов, 81), Джебов, Шоларь (Старков, 71), Карпенко, Ищенко (Гуляев, 71), Быковский (Посмашный, 65). Запасные: Тихомиров, Курошев, Карпов, Пастушков, Пономарчук. Главный тренер: Дмитрий Владимирович Комбаров. Знамя Труда (Орехово-Зуево): Хвиюзов, Любченко, Красильщиков, Баринов, Пархоменко (Ахильгов, 88), Канаев (Чу, 78), Тутаев, Урхов, Комков (Харланов, 72), Капанжи (Тимофеев, 72), Казимир (Шанин, 78). Запасные: Тимошенко, Стратан, Евшинцев, Карепин, Воробьёв. Главный тренер: Вячеслав Борисович Луговкин. |                                                      |                                |                                          | |

| 7 июня 2024 10-й тур | Балтика-БФУ (Калининград) | 0:3 (0:0)                      | Спартак-2 (Москва)             | Калининград |
| 15:00 MSK | Камаев 54' · Салихов 68'  | протокол матча отчёт (Спартак) | 74′, 81′ Карпенко · 75′ Гуляев | Стадион: «Балтика» Зрителей: 400 Судья: Никита Новиков (Петрозаводск) Помощники судьи: Сергей Батин (Петрозаводск); Алексей Дорожко (Петрозаводск) Резервный судья: Дмитрий Карташев (Калининград) |
| Балтика-БФУ: Костелей, Гасанбеков, Савицкий, Исик, Камаев, Петровский , Салихов (Щербатюк, 78; Набиев, 90), Мокаев, Вшивков, Терещук, Степанов (Николаев, 65). Запасные: Малышев, Тимошкин, Ромашин, Лобанов, Бабчук, Ваганов. Главный тренер: Анвер Абдулхакович Конеев. Спартак-2 (Москва): Фадеев, Петин (Горяинов, 89), Гузиев, Бозов , Коледин, Войцеховский (Иванов, 89), Джебов, Шоларь (Посмашный, 46), Ищенко (Пономарчук, 89), Карпенко, Быковский (Гуляев, 67). Запасные: Тихомиров, Курошев, Иванников, Пастушков, Офицеров. Главный тренер: Виталий Владимирович Виценец (и. о.). |                           |                                |                                | |

| 13 июня 2024 11-й тур | Спартак-2 (Москва)                                           | 1:0 (0:0)                      | Луки-Энергия (Великие Луки) | Москва |
| 18:00 MSK | Иванников 39' · Войцеховский 56' · Джебов 76' · Офицеров 87′ | протокол матча отчёт (Спартак) | 90+' Курбанов               | Стадион: «Спартак» им. Черенкова (поле № 4) Зрителей: 580 Судья: Никита Новиков (Петрозаводск) Помощники судьи: Евгений Курукин (Омск); Андрей Пак (Омск) Резервный судья: Илья Волков (Москва) |
| Спартак-2 (Москва): Фадеев, Петин, Гузиев, Бозов , Иванников, Войцеховский (Пономарчук, 82), Джебов, Шоларь (Ив. Иванов, 70), Карпенко (Офицеров, 82), Ищенко (Гуляев, 64), Быковский (Посмашный, 64). Запасные: Тихомиров, Курошев, Горяинов, Старков, Пастушков. Главный тренер: Дмитрий Владимирович Комбаров. Луки-Энергия: Рязанов, Овсянкин, Фетисов, Курбанов, Иг. Иванов, Белик (Жемайтис, 73), Сподарец (Багдашкин, 73), Поляков, Шабалин (Майборода, 62), Агаронян (Шепет, 82), Егоров (Лукин, 62). Запасные: Елисеев, Глебов. Главный тренер: Сергей Иванович Осадчук. |                                                              |                                |                             | |

| 19 июня 2024 12-й тур | Родина-М (Москва)                      | 1:1 (1:1)                      | Спартак-2 (Москва)                           | Москва |
| 15:00 MSK | Антонов 16′ · Павлов 23' · Матвеев 36' | протокол матча отчёт (Спартак) | 11′ Карпенко · 82' Гузиев · 90' Войцеховский | Стадион: «Спартаковец» Зрителей: 372 Судья: Данила Цурков (Москва) Помощники судьи: Константин Наприенко (Новосибирск); Иван Медведев (Новосибирск) Резервный судья: Андрей Вакин (Москва) |
| Родина-М: Павлов, Гаджиев (Баранов, 76), Колобов, Придава, Матвеев, Бирюков, Бурков , Берзегов (Ерёменко, 46), Антонов, Копылов (Киселёв, 60), Малыгин. Запасные: Быков, Тарасов, Ролдугин, Харлан, Борисов, Гончаров, Рогачёв, Ципуштанов, Гарибян. Главный тренер: Филипп Александрович Соколинский. Спартак-2 (Москва): Фадеев, Петин, Гузиев, Бозов , Иванников, Войцеховский, Джебов (Старков, 68), Шоларь (Быковский, 46), Офицеров (Гуляев, 58), Посмашный (Пономарчук, 68), Карпенко (Столяров, 83). Запасные: Тихомиров, Курошев, Карпов, Горяинов, Коледин, Иванов, Пастушков. Главный тренер: Дмитрий Владимирович Комбаров. |                                        |                                |                                              | |

| 25 июня 2024 13-й тур | Спартак-2 (Москва)                                                                                  | 6:0 (2:0)                      | Звезда (Санкт-Петербург)  | Москва |
| 18:00 MSK | Иванов 22' · Шоларь 28′ · Посмашный 31′ · Карпенко 52′, 68′ · Старков 58' 74′, 85′ · Пономарчук 84' | протокол матча отчёт (Спартак) | 20' Каспарян · 39' Сечкин | Стадион: «Спартак» им. Черенкова (поле № 4) Зрителей: 455 Судья: Сергей Осипов (Смоленск) Помощники судьи: Илья Довольнов (Тюмень); Сергей Васильев (Иркутск) Резервный судья: Егор Ли (Москва) |
| Спартак-2 (Москва): Мельник, Коледин (Петин, 58), Бозов (Курошев, 64), Карпов, Горяинов, Войцеховский (Старков, 46), Иванов (Пономарчук, 46), Шоларь, Посмашный, Офицеров (Ищенко, 58), Карпенко. Запасные: Дасаев-Морено, Пастушков. Главный тренер: Дмитрий Владимирович Комбаров. Звезда (Санкт-Петербург): Пшеничников , Прозоров, Рожков, Агапов, Сечкин, Хачатрян, Макаров, Сергеев, Трофимов (Комбаров, 68), Филёв (Каспарян, 9), Шевелёв. Запасные: Прохоров, Зенюк, Мурзаков, Козин, Соболев. Главный тренер: Геннадий Григорьевич Орбу. | |                                |                           | |

| 1 июля 2024 14-й тур | Зенит-2 (Санкт-Петербург) | 1:4 (1:1)                      | Спартак-2 (Москва)                                                                 | Санкт-Петербург |
| 18:00 MSK | Козлов 37′ · Лобов 63'    | протокол матча отчёт (Спартак) | 35' Джебов · 49′, 53′, 57′ Карпенко · 63' Войцеховский · 64' Бозов · 74′ Быковский | Стадион: «Смена» (поле № 5) Зрителей: 456 Судья: Артём Петренко (Новосибирск) Помощники судьи: Денис Калинин; Александр Спирин (оба — Ленинградская область) Резервный судья: Андрей Козлов (Санкт-Петербург) |
| Зенит-2 (Санкт-Петербург): Бязров, Лобов , Бардачёв, Костюк, Шилёнок, Никифоров, Ким (Базилевский, 66), Вершинин, Бугаенко (Белохонов, 60), Воинков (Т. Иванов, 60), Козлов (Пшенников, 45). Запасные: Павлов, Французов, Обонин, Абзалилов, Глазунов, Хохлов. Главный тренер: Андрей Викторович Почепцов. Спартак-2 (Москва): Фадеев, Петин, Гузиев, Бозов , Коледин, Войцеховский (Пономарчук, 79), Джебов (Старков, 79), Шоларь (Столяров, 69), Ищенко (Гуляев, 69), Посмашный (Быковский, 21), Карпенко. Запасные: Мельник, Карпов, Курошев, Горяинов, Иванников, Пастушков, И. Иванов. Главный тренер: Дмитрий Владимирович Комбаров. |                           |                                |                                                                                    | |

| 7 июля 2024 15-й тур | Спартак-2 (Москва)                                                         | 2:0 (0:0)                      | Тверь        | Москва |
| 12:00 MSK | Карпов 13' · Петин 17' · Быковский 69′ · Офицеров 81' · Корнеев 87′ (авт.) | протокол матча отчёт (Спартак) | 86' Тормашев | Стадион: «Спартак» им. Черенкова (поле № 4) Зрителей: 542 Судья: Алексей Колтунов (Ростов-на-Дону) Помощники судьи: Антон Гавриленко (Брянская область); Артур Макеенков (Брянск) Резервный судья: Михаил Яковлев (Москва) |
| Спартак-2 (Москва): Фадеев, Петин, Карпов, Курошев, Коледин (Горяинов, 90), Иванов (Пономарчук, 65), Столяров, Шоларь (Гуляев, 75), Посмашный (Офицеров, 65), Карпенко, Быковский (Старков, 90). Запасные: Мельник, Пастушков. Главный тренер: Дмитрий Владимирович Комбаров. Тверь: Перекальский, Кудреватый, Галочкин (Тормашев, 79), Фролов, Шолох, Пилипенко, Грицак, Корнеев , Цыганков, Чугунов, Хлынов (А. Джебов, 72). Запасные: Касьяненко, Соловьёв. Главный тренер: Владислав Михайлович Тернавский. |                                                                            |                                |              | |

| 28 июля 2024 16-й тур | Леон Сатурн (Раменское)                                                                                   | 4:3 (0:1)                      | Спартак-2 (Москва)                                 | Раменское |
| 16:00 MSK | Борисов 61′ 90+8' · Сливин 67′ · Соловьёв 74' · Медведев 81' · Басыров 83′ · Русанов 90' · Грибанов 90+7′ | протокол матча отчёт (Спартак) | 25′, 90+2′ Карпенко · 55′ Посмашный · 90+4' Гузиев | Стадион: «Леон Арена» Зрителей: 1600 Судья: Сергей Колесник (Санкт-Петербург) Помощники судьи: Сергей Батин; Андрей Мангушев (оба — Петрозаводск) Резервный судья: Святослав Спирин (Жуковский) |
| Леон Сатурн: Русанов, Соловьёв , Борисов, Николаев, Шарков (Кнышев, 54), Медведев, Кириленко (Закиров, 32), Шаболин (Грибанов, 84) Сливин, Басыров, Емелин. Запасные: Матвеенков, Сухарев, Хатунцев, Мазько, Мишин, Бескоровайный. Главный тренер: Владимир Михайлович Корытько. Спартак-2 (Москва): Фадеев, Петин, Гузиев, Столяров, Коледин (Помалюк, 89), Войцеховский, Джебов (Быковский, 70), Шоларь, Посмашный (Гуляев, 75), Ищенко (Офицеров, 75), Карпенко. Запасные: Мельник, Горяинов, Курошев, Данилов, Иванов, Гурылёв, Пономарчук. Главный тренер: Дмитрий Владимирович Комбаров. | |                                |                                                    | |

| 4 августа 2024 17-й тур | Динамо-2 (Москва)                                                                | 5:4 (1:0)                      | Спартак-2 (Москва)                                             | Химки |
| 19:00 MSK | Окишор 4' 27′ · Боков 51′ · Александров 62′ · Симонов 73′ · Назаренко 83′ (пен.) | протокол матча отчёт (Спартак) | 54' 79′ Карпенко · 60' 64′ Ищенко · 69′, 90+′ (пен.) Быковский | Стадион: «ВТБ УТБ „Новогорск-Динамо“» Зрителей: 450 Судья: Матвей Новиков (Москва) Помощники судьи: Леонид Зыбин; Илья Волков (оба — Москва) Резервный судья: Александр Перепелков (Москва) |
| Динамо-2 (Москва): Кудравец, Головачёв, Зайдензаль , Бессмертный, Ласкин, Назаренко, Александров (Ибрагимов, 70), Смелов (Симонов, 40), Окишор (Мирошниченко, 70), Ерофеев (Князев, 70), Боков (Черкасов, 86). Запасные: Расулов, Плотников, Корчагин, Тихомиров, Змеев, Абдулхаликов, Акимов. Главный тренер: Павел Алексеевич Алпатов. Спартак-2 (Москва): Фадеев, Петин, Столяров, Курошев, Коледин , Войцеховский (Гуляев, 63), Шоларь, Джебов (Пономарчук, 78), Посмашный (Быковский, 55), Ищенко, Карпенко. Запасные: Дасаев-Морено, Данилов, Горяинов, Иванов, Старков, Офицеров, Гурылёв, Солопов, Помалюк. Главный тренер: Дмитрий Владимирович Комбаров. |                                                                                  |                                |                                                                | |

| 10 августа 2024 18-й тур | Спартак-2 (Москва)         | 0:2 (0:1)                      | Динамо (Вологда)                              | Москва |
| 12:00 MSK | Посмашный 68' · Шоларь 81' | протокол матча отчёт (Спартак) | 7′ Криворучко · 48′ 48' Югалдин · 84' Олийнык | Стадион: «Спартак» им. Черенкова (поле № 4) Зрителей: 465 Судья: Ян Марушко (Самара) Помощники судьи: Виктор Махрин (Орёл); Никита Воропаев (Калининград) Резервный судья: Арсений Зайцев (Москва) |
| Спартак-2 (Москва): Фадеев, Петин, Курошев (Гуляев, 69), Столяров (Пономарчук, 51), Коледин , Войцеховский (Рожков, 46), Джебов, Шоларь, Карпенко (Помалюк, 76), Ищенко, Быковский (Посмашный, 46). Запасные: Мельник, Данилов, Горяинов, Иванов, Гурылёв, Старков, Офицеров. Главный тренер: Дмитрий Владимирович Комбаров. Динамо (Вологда): Беззубов, Баширов, Долгов, Криворучко, Лазарев (Дмитрук, 90), Бетюжнов (Киреев, 69), Лямзин (Мешалкин, 58), Олийнык, Петролай , Родионов (Корепов, 46), Югалдин (Финашин, 69). Запасные: Лобанов, Цуцулаев, Парняков, Елисеенко, Лошков. Главный тренер: Рудольф Дмитриевич Чесалов. |                            |                                |                                               | |

| 17 августа 2024 19-й тур | Чертаново (Москва)                     | 3:2 (0:2)                      | Спартак-2 (Москва)                                              | Москва |
| 15:00 MSK | Урванцев 35' · Французов 50′, 70′, 78′ | протокол матча отчёт (Спартак) | 12′ (пен.) Быковский · 28′ 35' 87' Карпенко · 90+' Войцеховский | Стадион: «Арена Чертаново» Зрителей: 380 Судья: Кирилл Гарафутдинов (Москва) Помощники судьи: Глеб Старшов (Псков); Александр Спирин (Ленинградская область) Резервный судья: Матвей Новиков (Москва) |
| Чертаново (Москва): Жужнев, Кондрашов, Молодняков, Поляков, Агафонцев, Камышев (Юсупов, 71), Селюков , Хомяков (Французов, 46), Якименко (Комиссаров, 56), Бабешко (Светов, 78), Урванцев. Запасные: Нечкин, Переверзев, Никиема, Бартасевич, Семёнов, Кетов, Микадзе, Борисов. Главный тренер: Сергей Николаевич Чикишев. Спартак-2 (Москва): Фадеев, Петин (Иванников, 82), Столяров, Рожков, Коледин , Старков (Войцеховский, 54), Джебов, Шоларь (Пономарчук, 63), Ищенко (Гуляев, 82), Карпенко, Быковский (Посмашный, 54). Запасные: Тихомиров, Горяинов, Курошев, Иванов, Гурылёв, Офицеров, Помалюк. Главный тренер: Дмитрий Владимирович Комбаров. |                                        |                                |                                                                 | |

| 25 августа 2024 20-й тур | Спартак-2 (Москва)                                                | 2:1 (1:0)                      | Динамо (Санкт-Петербург)                          | Москва |
| 12:00 MSK | Ищенко 33′ · Карпенко 50' · Старков 67' · Гуляев 90′ · Гузиев 90' | протокол матча отчёт (Спартак) | 62′ 67' Шиков · 67' Черномырдин · 80' Г. Комбаров | Стадион: «Спартак» им. Черенкова (поле № 4) Судья: Дмитрий Прокопов (Волгоград) Помощники судьи: Николай Быковский (Владивосток); Азамат Арсланов (Магнитогорск) Резервный судья: Андрей Вакин (Москва) |
| Спартак-2 (Москва): Тихомиров, Коледин , Гузиев, Рожков, Горяинов, Старков (Гуляев, 72), Войцеховский, Джебов (Пономарчук, 82), Ищенко (Шоларь, 56), Карпенко (Посмашный, 82), Быковский (Филёв, 72). Запасные: Фадеев, Петин, Данилов, Курошев, Иванников, Гурылёв, Помалюк. Главный тренер: Дмитрий Владимирович Комбаров. Динамо (Санкт-Петербург): Зириков, Хаджиев, Масальский, Казаринов, Осокин (Вашкевич, 79), Пикарев (Г. Комбаров, 56), Колганов, Колдунов (Шиков, 59), Колдунов, Черномырдин, Шилов (Воробьёв, 46), Танков (Умаров, 59). Запасные: Новиков, Белов. Главный тренер: Александр Иванович Фомичёв. |                                                                   |                                |                                                   | |

| 1 сентября 2024 21-й тур | Торпедо (Владимир)                                                       | 3:1 (2:0)                      | Спартак-2 (Москва)                                                                | Владимир |
| 21:00 MSK | Жаров 15′ · Аляпин 37′, 57′ · Нуруллин 47' · Красилин 63' · Радостев 73' | протокол матча отчёт (Спартак) | 26' Гузиев · 39' Горяинов · 63' Коледин · 63' Рожков · 66′ Быковский · 82' Джебов | Стадион: МСА «Торпедо» Зрителей: 2830 Судья: Александр Сединкин (Омск) Помощники судьи: Алексей Хмелевский (Московская область); Виталий Сажин (Санкт-Петербург) Резервный судья: Анастасия Кузнецова (Владимир) |
| Торпедо (Владимир): Сычёв, Красилин, Романенков, Глойдман, Могилёв (Зинович, 87), Радостев (Перфилов, 76), Ермилов (Габараев, 69), Нуруллин, Аляпин, Хохлов (Пестов, 69), Жаров. Запасные: Сухорученко, Глинский, Кострюков, Фролов. Главный тренер: Денис Сергеевич Евсиков. Спартак-2 (Москва): Тихомиров, Коледин , Рожков, Гузиев, Горяинов (Петин, 46), Старков (Шоларь, 70), Войцеховский, Джебов (Помалюк, 83), Ищенко, Посмашный (Гуляев, 64), Быковский (Филёв, 83). Запасные: Фадеев, Курошев, Иванников, Гурылёв, Пономарчук, Столяров, Иванов. Главный тренер: Дмитрий Владимирович Комбаров. |                                                                          |                                |                                                                                   | |

| 8 сентября 2024 22-й тур | Спартак-2 (Москва)                          | 3:1 (2:1)                      | Енисей-2 (Красноярск)                     | Москва |
| 12:00 MSK | Ищенко 25′ · Карпенко 36′, 78′ · Гузиев 60' | протокол матча отчёт (Спартак) | 13′ Стёпин · 29' Кравцов · 53' Амбросенок | Стадион: «Спартак» им. Черенкова (поле № 4) Зрителей: 270 Судья: Дмитрий Голов (Омск) Помощники судьи: Денис Калинин (Ленинградская область); Вадим Феклистов (Великие Луки) Резервный судья: Владислав Балдынов (Москва) |
| Спартак-2 (Москва): Фадеев, Петин, Гузиев, Столяров, Коледин (Иванников, 83), Войцеховский, Старков (Иванов, 68), Карпенко, Посмашный (Гуляев, 68), Ищенко (Гурылёв, 83), Быковский (Филёв, 60). Запасные: Мельник, Горяинов, Курошев. Главный тренер: Дмитрий Владимирович Комбаров. Енисей-2: Сорокин, Мальфанов , Амбросёнок, Чулков, Кравцов (Поршунов, 74), Федоренко (Обороча, 83), Исаев, Ташов, Губанов (Егоров, 64), Стёпин (Гололобов, 83), Луташев (Ибрагимов, 83). Запасные: Константинов, Медведков. Главный тренер: Александр Анатольевич Кишиневский. |                                             |                                |                                           | |

| 15 сентября 2024 23-й тур | Знамя Труда (Орехово-Зуево) | 0:2 (0:1)                      | Спартак-2 (Москва)       | Орехово-Зуево |
| 15:00 MSK | Кузнецов 34' · Стратан 64'  | протокол матча отчёт (Спартак) | 35′ Курошев · 72′ Гуляев | Стадион: «Знамя труда» Зрителей: 1050 Судья: Владислав Харитонов (Казань) Помощники судьи: Кирилл Червоткин (Санкт-Петербург); Алексей Вилков (Нижний Новгород) Резервный судья: Андрей Кочетышкин (Щёлково) |
| Знамя Труда (Орехово-Зуево): Стратан, Красильщиков, Лавренков (Костюк, 71), Шишков, Любченко (Неплюев, 71), Воробьёв, Сентюрин, Урхов , Кузнецов (Ксенофонтов, 80), Соболев (Капанжи, 71), Веретенников (Тимофеев, 46). Запасные: Хвиюзов, Тимошенко, Баринов, Канаев, Тутаев, Шанин. Главный тренер: Вячеслав Борисович Луговкин. Спартак-2 (Москва): Фадеев, Петин, Гузиев , Курошев, Горяинов, Войцеховский, Джебов (Иванов, 57), Карпенко (Помалюк, 82), Посмашный (Гуляев, 57), Ищенко (Иванников, 73), Быковский (Филёв, 57). Запасные: Тихомиров, Крутовских, Гапеев, Гурылёв. Главный тренер: Дмитрий Владимирович Комбаров. |                             |                                |                          | |

| 22 сентября 2024 24-й тур | Спартак-2 (Москва)                                                                     | 3:1 (1:0)                      | Балтика-БФУ (Калининград)        | Москва |
| 16:00 MSK | Гузиев 16' · Карпенко 45′ · Иванников 55' · Ищенко 63′ · Войцеховский 72' · Филев 90+′ | протокол матча отчёт (Спартак) | 49' Черкасов · 88′ (авт.) Гузиев | Стадион: «Спартак» им. Черенкова (поле № 4) Зрителей: 302 Судья: Андрей Стрелков (Курск) Помощники судьи: Сергей Батин (Петрозаводск); Азамат Арсланов (Магнитогорск) Резервный судья: Дмитрий Сидякин (Москва) |
| Спартак-2 (Москва): Фадеев, Петин, Гузиев , Курошев, Иванников, Войцеховский (Старков, 76), Иванов, Джебов (Пономарчук, 82), Ищенко (Гуляев, 76), Карпенко (Гурылёв, 90), Быковский (Филёв, 46). Запасные: Мельник, Рожков, Крутовских, Гапеев, Столяров, Плотников, Помалюк. Главный тренер: Дмитрий Владимирович Комбаров. Балтика-БФУ: Малышев, Черкасов, Савицкий (Толочко, 66), Бегун, Щелкунов, Петровский , Исик, Камаев (Никитин, 46), Зазвонкин, Мокин (Поспелов, 66), Терещук. Запасные: Цицилин, Сурмий, Гасанбеков, Ваганов. Главный тренер: Анвер Абдулхакович Конеев. |                                                                                        |                                |                                  | |

| 29 сентября 2024 25-й тур | Луки-Энергия (Великие Луки)                                   | 2:1 (0:1)                      | Спартак-2 (Москва)      | Великие Луки |
| 16:00 MSK | Багдашкин 38' · Майборода 68′ · Поляков 86′ · Иг. Иванов 90+' | протокол матча отчёт (Спартак) | 18′ Джебов · 31' Ищенко | Стадион: «Экспресс» Зрителей: 1780 Судья: Илья Иванов (Санкт-Петербург) Помощники судьи: Владислав Бобылкин (Липецк); Александр Пак (Санкт-Петербург) Резервный судья: Константин Смирнов (Великие Луки) |
| Луки-Энергия: Рязанов, Иг. Иванов, Горбачёв (Майборода, 54), Фетисов, Овсянкин, Багдашкин, Коренблюм, Поляков, Бутаков (Лукин, 54), Сподарец (Жемайтис, 87), Шабалин (Егоров, 72). Запасные: Ваулин, Елисеев, Алелюнас, Агаронян. Главный тренер: Сергей Иванович Осадчук. Спартак-2 (Москва): Фадеев, Петин , Курошев, Рожков, Плотников, Войцеховский (Пономарчук, 74), Ив. Иванов, Джебов (Гурылёв, 88), Ищенко, Карпенко (Гуляев, 70), Быковский (Помалюк, 70). Запасные: Мельник, Крутовских, Горяинов, Столяров, Старков. Главный тренер: Дмитрий Владимирович Комбаров. |                                                               |                                |                         | |

| 6 октября 2024 26-й тур | Спартак-2 (Москва)                                              | 3:2 (2:1)                      | Родина-М (Москва)                                                                | Москва |
| 12:00 MSK | Войцеховский 32′, 41′ · Гузиев 47' · Филев 54' · Гуляев 81′ 83' | протокол матча отчёт (Спартак) | 2' 83' 57′ Хорин · 15′ Белковский · 33' П. Баранов · 54' Постников · 83' Бирюков | Стадион: «Спартак» им. Черенкова (поле № 4) Зрителей: 270 Судья: Андрей Мешков (Москва) Помощники судьи: Азамат Жабоев (Москва); Владислав Верховцев (Самара) Резервный судья: Пётр Борисов (Москва) |
| Спартак-2 (Москва): Фадеев, Петин, Гузиев , Рожков, Иванников, Столяров (Иванов, 61), Войцеховский, Джебов (Гуляев, 68), Карпенко (Старков, 90), Ищенко (Плотников, 90), Филёв (Быковский, 61). Запасные: Дасаев-Морено, Горяинов, Курошев, Крутовских, Пономарчук, Гурылёв, Помалюк. Главный тренер: Дмитрий Владимирович Комбаров. Родина-М: Тарасов, Ягодкин , Харлан, Постников, П. Баранов (Правкин, 89), Берзегов (Копылов, 71), Бирюков, Трапицын (Омаров, 84), Хорин, Кукушбаев (Кокарев, 71), Белковский (Гарибян, 71). Запасные: Быков, Е. Баранов, Борисов, Кожин, Ципуштанов. Главный тренер: Александр Евгеньевич Павленко. |                                                                 |                                |                                                                                  | |

| 12 октября 2024 27-й тур | Звезда (Санкт-Петербург)                       | 1:4 (0:2)                      | Спартак-2 (Москва)                                                                       | Санкт-Петербург |
| 15:00 MSK | Михайловский 55′ · Каптилов 74' · Болдырев 76' | протокол матча отчёт (Спартак) | 23′ Филев · 43′ Ищенко · 45' Гуляев · 74' 83′, 90+4′ Быковский · 83' Иванов · 85' Гузиев | Стадион: «Nova Arena» Зрителей: 379 Судья: Александр Сединкин (Омск) Помощники судьи: Андрей Мангушев (Петрозаводск); Олег Фаткин (Тверь) Резервный судья: Георгий Козик (Санкт-Петербург) |
| Звезда (Санкт-Петербург): Пшеничников, Колобов, Каптилов, Зенюк, Болдырев (Мединский, 82), Андреев , Лебедев (Шабанов, 46; Кузьгов, 87), Михайловский, Воронцов (Жиляев, 87), Халыгов, Погребнёв (Нышаналиев, 60). Запасные: Зайцев, Константинов, Лукьянов, Прозоров, Сергеев, Смирнов. Главный тренер: Владислав Сергеевич Галкин. Спартак-2 (Москва): Фадеев, Петин, Гузиев , Курошев, Горяинов (Иванников, 78), Старков (Столяров, 57), Войцеховский (Иванов, 78), Джебов, Гуляев (Гурылёв, 57), Ищенко, Филёв (Быковский, 65). Запасные: Тихомиров, Крутовских, Гапеев, Плотников. Главный тренер: Дмитрий Владимирович Комбаров. |                                                |                                |                                                                                          | |

| 20 октября 2024 28-й тур | Спартак-2 (Москва)       | 0:0 (0:0)                      | Зенит-2 (Санкт-Петербург)     | Москва |
| 12:00 MSK | Гурылёв 53' · Гузиев 86' | протокол матча отчёт (Спартак) | 57' Никифоров · 63' Французов | Стадион: «Спартак» им. Черенкова (поле № 4) Зрителей: 1464 Судья: Владимир Сивков (Пермь) Помощники судьи: Максим Новиков; Роман Головченко (оба — Ростов-на-Дону) Резервный судья: Юрий Матвеев (Москва) |
| Спартак-2 (Москва): Фадеев, Петин (Плотников, 59), Гузиев , Курошев, Иванников, Столяров, Войцеховский, Джебов, Гурылёв (Карпенко, 56), Ищенко, Быковский (Филёв, 56). Запасные: Мельник, Горяинов, Рожков, Крутовских, Иванов, Старков, Гуляев, Пономарчук, Помалюк. Главный тренер: Дмитрий Владимирович Комбаров. Зенит-2 (Санкт-Петербург): Павлов, Лобов , Булыгин, Шилёнок, Французов, Вершинин (Донцов, 90), Галанин (Никифоров, 46), Столбов, Максимчук (Рубанов, 85), Воинков (Мушкарин, 85) Пшенников (Колмаков, 67). Запасные: Тимофеев, Костюк. Главный тренер: Андрей Викторович Почепцов. |                          |                                |                               | |

| 27 октября 2024 29-й тур | Тверь                        | 0:3 (0:1)                      | Спартак-2 (Москва)                                                                    | Тверь |
| 14:00 MSK | Вязников 37' · Беганский 42' | протокол матча отчёт (Спартак) | 27' Петин · 28' Войцеховский · 40+3′ Ищенко · 52′ (авт.) Перекальский · 58′ Быковский | Стадион: «Юность» Зрителей: 400 Судья: Виталий Евдокимов (Барнаул) Помощники судьи: Евгений Шатилов (Вологда); Александр Спирин (Ленинградская область) Резервный судья: Кристина Солодова (Владимир) |
| Тверь: Перекальский, Вязников, Тормашев, Фролов (Корбан, 74), Корнеев , Шавель (Мирошин, 86), Чугунов, Грицак (Григорян, 64), Беганский (Ан. Джебов, 64), Пилипенко (Горюнов, 74), Хлынов. Запасные: Яшин, Давыдов. Главный тренер: Владислав Михайлович Тернавский. Спартак-2 (Москва): Фадеев, Петин, Гузиев (Иванов, 77), Курошев, Иванников, Войцеховский (Старков, 64), Столяров, Аб. Джебов, Гурылёв (Гуляев, 64), Ищенко (Плотников, 73), Быковский (Филёв, 64). Запасные: Мельник, Крутовских, Рожков, Горяинов, Солопов, Пономарчук, Помалюк. Главный тренер: Дмитрий Владимирович Комбаров. |                              |                                |                                                                                       | |

| 3 ноября 2024 30-й тур | Иркутск                                   | 0:2 (0:1)                      | Спартак-2 (Москва)                                         | Иркутск |
| 12:00 MSK | Мотовилов 53' · Машнёв 56' · Найденов 70' | протокол матча отчёт (Спартак) | 16′ Гурылёв · 42' Столяров · 54′ Джебов · 55' Войцеховский | Стадион: «Труд» Зрителей: 3950 Судья: Макар Янчук (Владивосток) Помощники судьи: Ринат Хаяров (Красноярск); Арсений Крылов (Нижний Тагил) Резервный судья: Олег Тринус (Иркутск) |
| Иркутск: Михайлов, Найдёнов, Мотовилов (Труфанов, 60; Бондаренко, 90), Алексеев, Пытлев , Толмачёв (Путилов, 46), Убониев, Икованюк, Машнёв, Перевозников (Усов, 74), Брагин (Канхарей, 60). Запасные: Чернявский, Ким, Ломаш, Оганичев. Главный тренер: Константин Хазбиевич Дзуцев. Спартак-2 (Москва): Фадеев, Плотников, Гузиев , Курошев, Иванников, Столяров, Войцеховский (Иванов, 74), Джебов (Пономарчук, 89), Ищенко (Помалюк, 89), Гурылёв (Гуляев, 80), Быковский (Филёв, 80). Запасные: Мельник, Рожков, Крутовских, Горяинов, Солопов. Главный тренер: Дмитрий Владимирович Комбаров. |                                           |                                |                                                            | |

### Комментарии
1. ↑  Главный тренер команды «Спартак-2» Дмитрий Комбаров отсутствовал в связи с получением лицензии UEFA Pro, его обязанности исполнял ассистент главного тренера Виталий Виценец[53].